# Western European Nuclear Regulators Association
Die Western European Nuclear Regulators Association, kurz WENRA, ist ein 1999 gegründeter Zusammenschluss europäischer Atomaufsichtsbehörden. In diesem Netzwerk tauschen sich beteiligte Behörden über sicherheitsrelevante Aspekte des Betriebs kerntechnischer Einrichtungen und Anlagen aus. Insgesamt sind Atomaufsichtsbehörden aus 18 Staaten in der  WENRA organisiert. Für Deutschland nimmt das Bundesministerium für Umwelt, Naturschutz, nukleare Sicherheit und Verbraucherschutz (BMUV) an WENRA teil. 2 Staaten sind Assoziierte Mitglieder und 12 weitere Staaten besitzen Beobachterstatus.

## Aufgaben und Ziele
Hauptaufgaben der WENRA sind der Erfahrungsaustausch hinsichtlich der Sicherheit beim Betrieb kerntechnischer Anlagen sowie die darauf aufbauende Harmonisierung von Sicherheitsanforderungen. Im letztgenannten Bereich ist die Arbeitsgruppe Reactor Harmonisation Working Group (RHWG) der WENRA aktiv. Weiterhin analysiert die Arbeitsgruppe Working Group on Waste and Decommissioning (WGWD) unterschiedliche Ansätze bei der Entsorgung radioaktiver Abfälle und Brennelemente sowie regulatorische Fragestellungen hinsichtlich der Stilllegung kerntechnischer Anlagen. Beide Arbeitsgruppen veröffentlichen regelmäßig Stellungnahmen und Berichte.
Im Bereich des Strahlenschutzes verfolgt der Zusammenschluss HERCA gleichartige Ziele.